# Monte del Castro

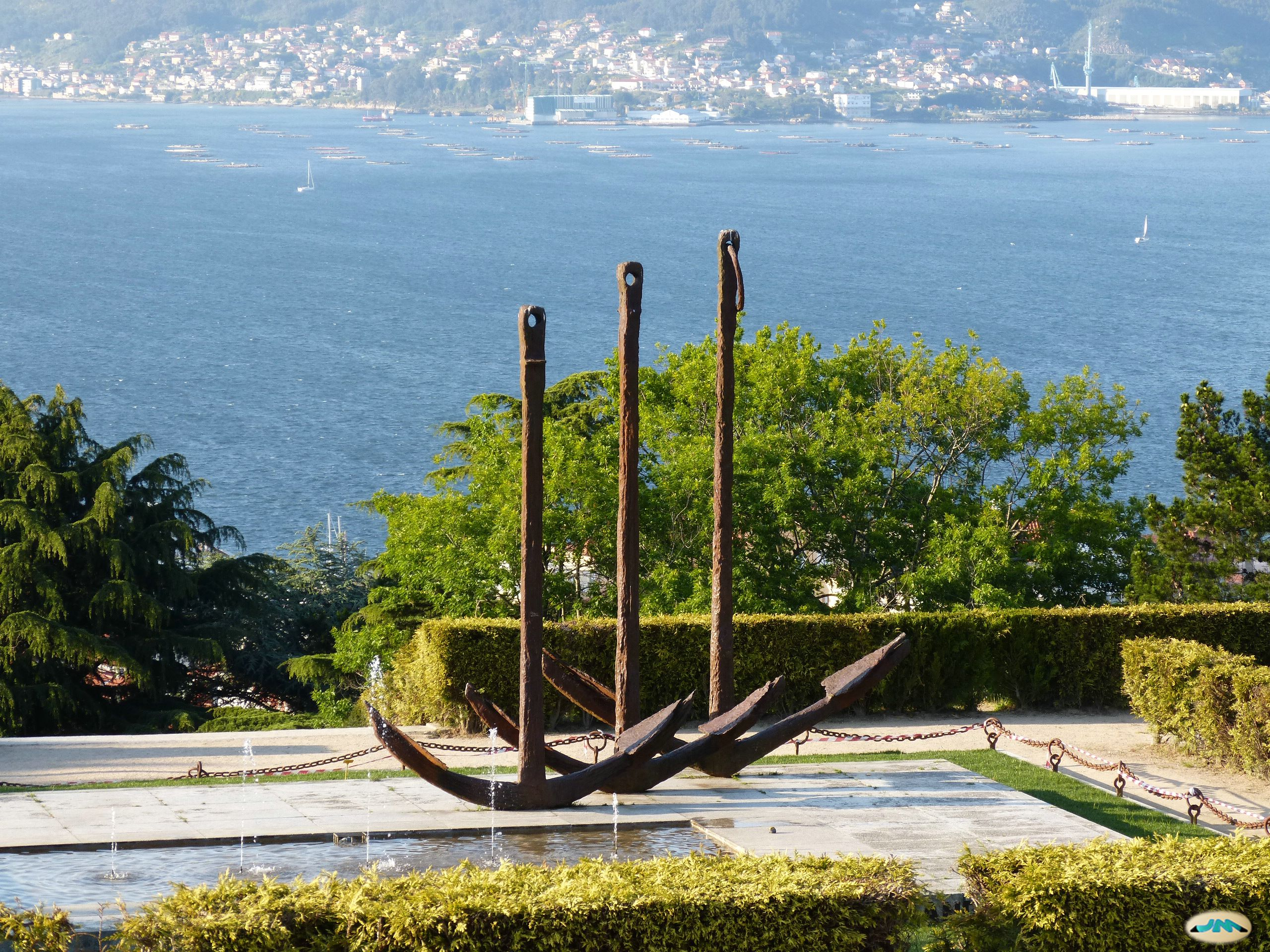
Monumento a los galeones de Rande

El monte del Castro (en gallego y oficialmente Monte do Castro) es una montaña en cuyas faldas se encuentra la ciudad de Vigo. Constituye uno de los mayores parques de la ciudad tras el de Castrelos. Incluye además una buena muestra de especies botánicas, diversos monumentos, una fortaleza en la cima convertida en mirador, y un museo al aire libre del poblado castreño, origen de la villa. Tiene una superficie total de 21 hectáreas.

## Historia
El monte del Castro era llamado antiguamente monte Feroso o Terroso.
El espacio fue antiguamente el lugar de emplazamiento de un antiguo poblado fortificado (castro) del que se puede apreciar hoy en día una parte excavada en distintas intervenciones arqueológicas, con varias construcciones circulares (prerromanas) y cuadrangulares (forma proveniente de la romanización). El castro de Vigo está datado entre el siglo VI a. C. al siglo II d. C. después de Cristo. El mundo castreño coincide con la llamada Edad de Hierro en Galicia y la romanización en sus albores. En el parque también se pueden contemplar los restos de una de las fortificaciones del siglo XVII que formaban parte -junto con el próximo castillo de San Sebastián y las murallas que rodeaban la ciudad antigua- de la estructura defensiva de Vigo.

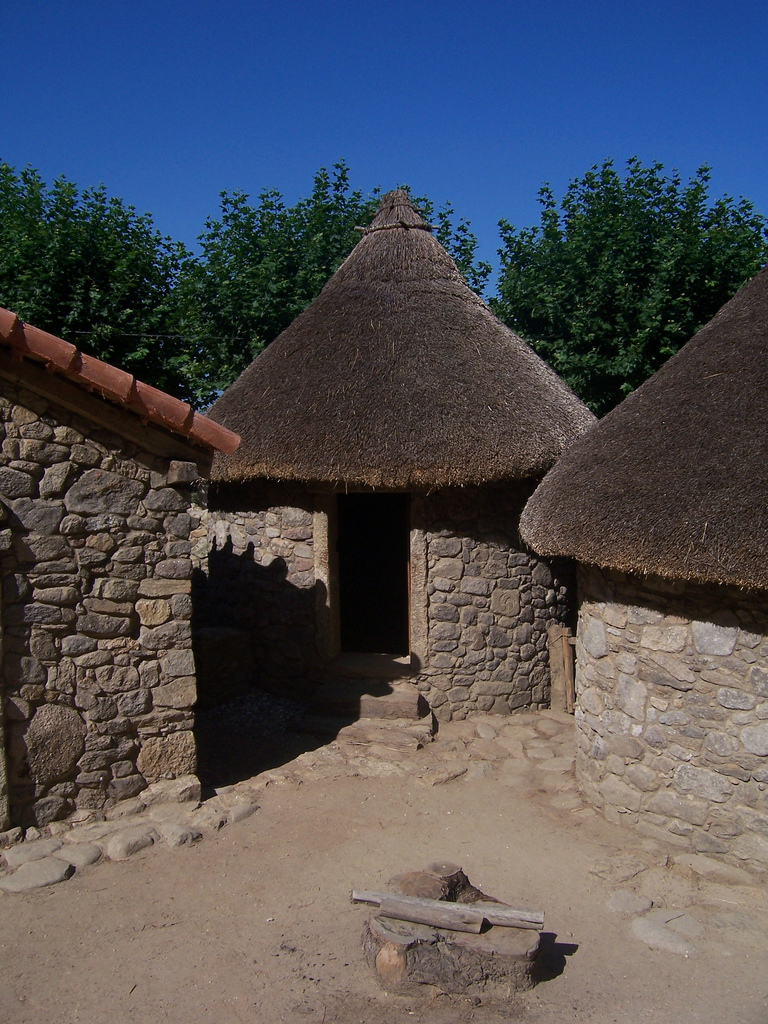
El castro

El monte del Castro es el punto de origen de la ciudad de Vigo, el lugar donde los primeros pobladores se asentaron. Así podemos encontrar restos castreños datados del siglo II al III a. C. Hoy en día aún se conservan unas 45 construcciones pétreas en la parte derecha del monte.
En la Edad Media se construye el castillo del Castro que corona la cima del monte, ahora convertido en mirador. En él podemos encontrar el monumento dedicado al empuje vigués y a los canteros.
En 1934 el monte fue cedido a la ciudad Vigo por el Ministerio de Guerra. Se decidió convertir en parque por lo que se plantaron especies arbóreas ornamentales y exóticas. En ese momento se excava el castro.
En los primeros años del siglo XXI la excavación arqueológica es restaurada y convertida en un museo a cielo abierto.

## Características

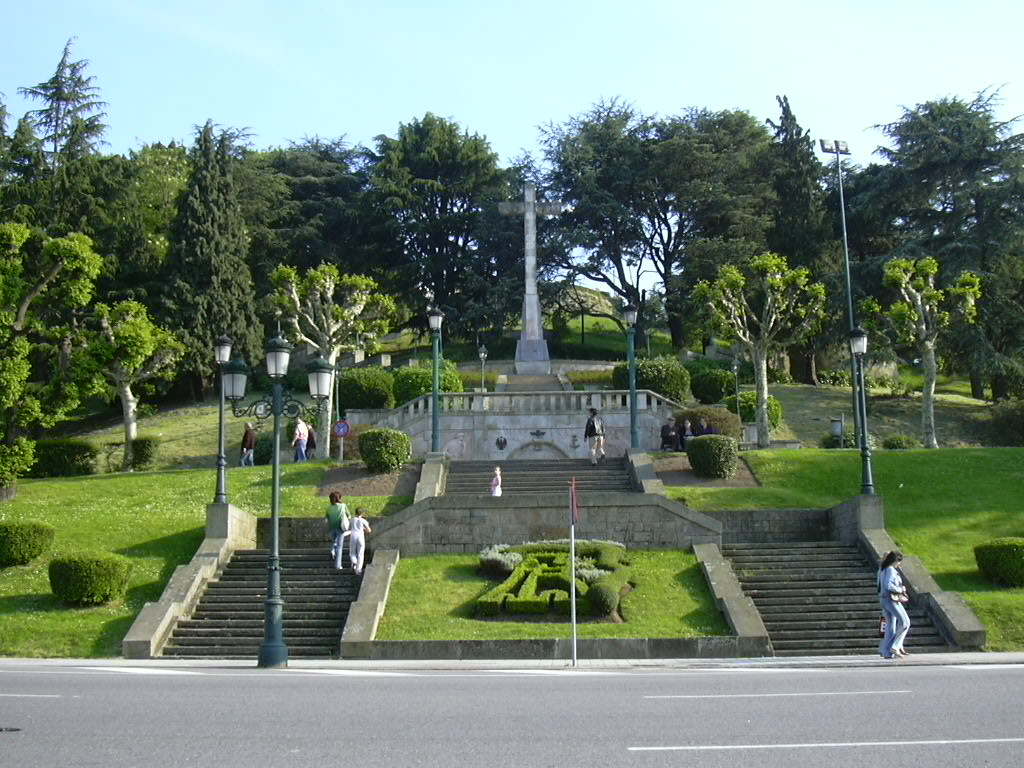
Una réplica de la polémica Cruz de los Caídos y la escalinata.

Vigo se define por la inclinación de sus calles cara al mar, el monte del Castro (149 m) es uno de esos puntos elevados de la ciudad desde el que se observa toda la ría.
En la vertiente oeste, se encuentra el castro que da nombre al recinto. El poblado prehistórico sorprende por la proximidad con las casas. Se encuentra parcialmente excavado con predominio de las edificaciones circulares. Esta parte del parque está ocupada por un amplio arbolado de pinos.
Sin dudas, la cima del monte presidida por la fortaleza que se conserva íntegra es uno de los puntos de mayor interés. En su perímetro se encuentran múltiples elementos de la antigua construcción defensiva en un espacio ajardinado y dotado de una fuente central. Desde el mirador hay una buena panorámica sobre la bahía.
Hasta este contorno hay una senda botánica de más de treinta especies diferentes señalizada. Se extiende principalmente por el lado meridional y el paseo de Rosalía de Castro, que rodea el centro del parque y comunica varios establecimientos hosteleros.
Además de los paseos, el castro contiene un gran número de instalaciones de ocio urbano. En la vertiente oriental o paseo de los Cedros se encuentra la zona de recreo infantil denominada parque Charlie Rivel, en donde se encuentra una pista de patinaje y skate, una pista-circuito de bicicletas con semáforos, dos parques infantiles, dos cafeterías, un parque botánico y un pequeño estanque de patos.

### Patrimonio natural
El castro es un magnífico parque botánico, con gran variedad de especies tanto autóctonas como foráneas. Cabe destacar que el monte estaba completamente desarbolado hasta mediados del siglo XX, como muestran las fotografías antiguas, especialmente de la feria de ganado que se celebraba donde hoy está la plaza del Rey y la casa consistorial. Estaba cubierto de vegetación arbustiva atlántica como: uces, queiroas, tojos o xestas.
En el momento que se estudió como parque se comenzaron a plantar especies ornamentales, hoy convertidas en destacados ejemplares de pinos, cedros y camelias principalmente. También encontramos tileros (principalmente en los paseos), carballos, ginkgos, etc.
Con respecto a la fauna, además de numerosos pájaros, en ocasiones se tienen visto ardillas e incluso una pequeña ave rapaz nocturna llamada búho de orejas.

### Patrimonio histórico artístico

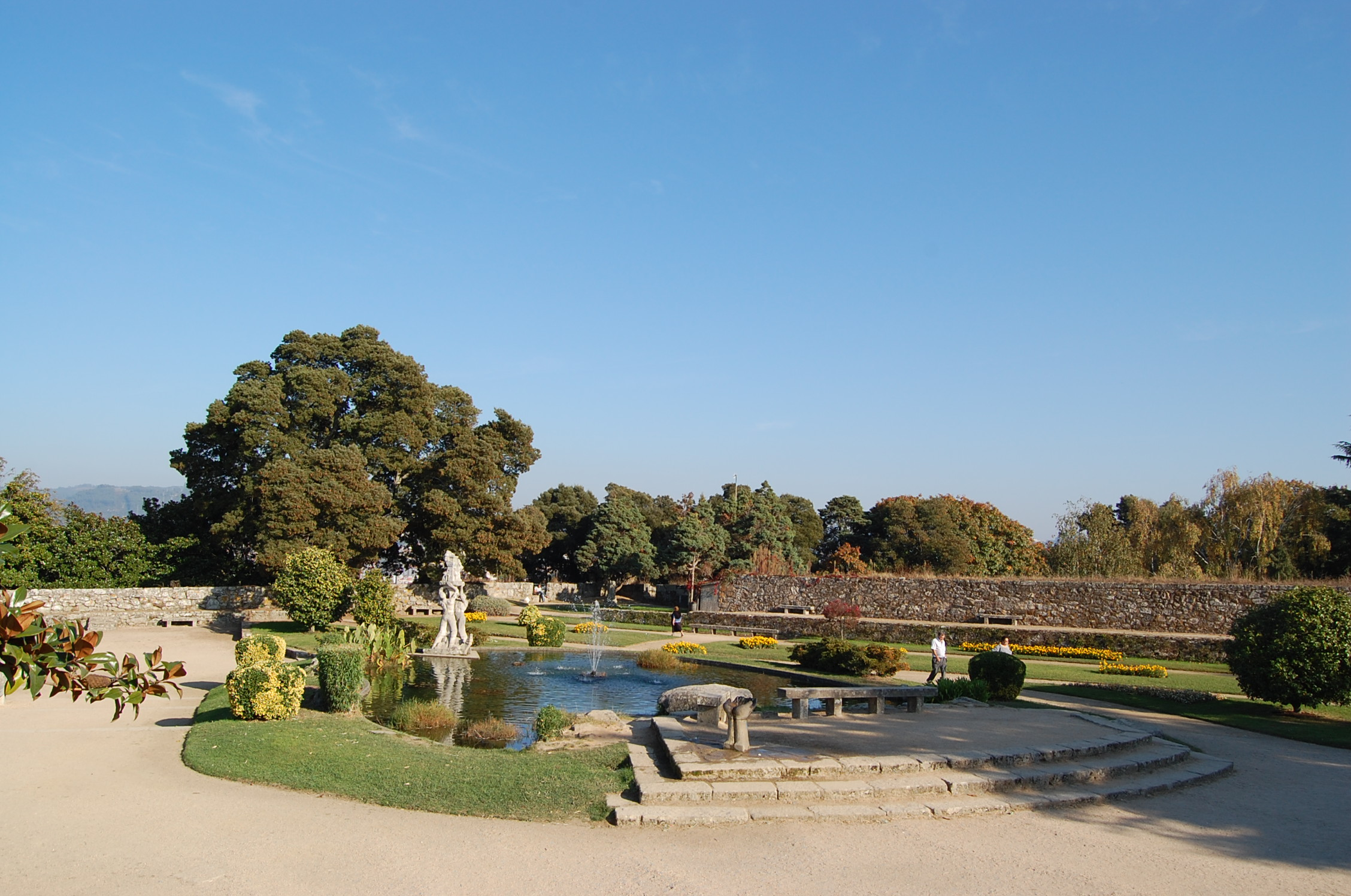
Parque alta de la fortaleza y mirador

En el parque se encuentran una veintena de esculturas. Se encuentra un monumento dedicado a Curros Enríquez, uno de los máximos representantes de la literatura gallega del siglo XIX; un monumento dedicado al trobador medieval Martín Codax, así como diferentes piezas pétreas de animales, como un oso o una jirafa. Quizás el monumento más representativo del parque es el dedicado a la batalla de Rande de 1702, un pequeño estanque con tres grandes anclas encontradas en el estrecho de Rande completado con cinco cañones recuperados de buques naufragados en la ría. En la parte que da a la plaza del Rey y la Avenida de las Camelias se encuentra la polémica Cruz de los Caídos, monumento franquista construido en honor a los caídos de la misma ideología durante la guerra civil española, con su grande escalinata que asciende hasta los pies de la fortaleza. En el alto de la fortaleza, en medio de un estanque se encuentra el monumento al Empuje Vigués, de Camilo Nogueira Martínez (1969).
Es destacable mencionar también la existencia de pasadizos bajo tierra que comunicaban con diferentes puntos de la villa del siglo XVII y que fueron usados por los falangistas para matar personas de ideología de izquierdas en la guerra civil española.
En lo alto del monte existía un edificio del siglo XX almenado y pegado a la fortaleza (llamado "El Castillo"), que hasta hace algunos años era un restaurante. Desde finales del siglo XX se encontraba en ruinas y ocultaba parte de la muralla. A finales del año 2013 por orden del Ayuntamiento de Vigo se inició la demolición del edificio.

#### Fortaleza
El castillo del Castro, del siglo XVI, formaba parte del sistema defensivo de la ciudad. Se construyó en la Edad Media al mismo tiempo que el castillo de San Sebastián y más la fortaleza que unía ambas fortificaciones. La fortaleza del Castro estaba formada por tres recintos amurallados. En la actualidad solo se conserva el primer recinto y parte del segundo; el tercero, que sería la muralla de la ciudad, desapareció en su totalidad. El primer recinto es la fortaleza que corona la cima del castro, ahora convertida en mirador. El segundo recinto es la fortaleza de San Sebastián, en la actualidad ocupado por la plaza del Rey y la casa consistorial. Se encontraron pasadizos y túneles que comunicaban los castillos entre sí y con la ciudad.
Tiene forma poligonal y está construida en granito. Se encuentra abierta al público, siendo uno de los lugares de más interés del parque. Por una banda por el mirador, con excelentes vistas a la ría, por la otra, por la ruta botánica y los jardines de la parte alta, donde destaca la fuente y la escultura, símbolo de la ciudad: el monumento al Empuje Vigués, de Camilo Nogueira Martínez.
La fortaleza se encuentra bajo protección de Patrimonio Histórico Español.

#### Poblado castreño
Poblado galaico habitado entre el siglo II a. C. y el siglo III d. C. cuenta con tres viviendas reconstruidas y varios paneles explicativos. Desde febrero de 2010 está abierto a visitas públicas.

## Turismo
Aunque existen accesos rodados, el principal ascenso a pie parte de la plaza del Rey junto con la casa consistorial, donde hasta la década de 1970 se conservó el castillo de San Sebastián del que en la actualidad solo son visibles fragmentos de la muralla. Una larga escalinata con descansos y miradores propician un ascenso sin prisas que empieza realmente al nivel del mar, en el llamado Berbés, aunque este tramo pertenece a casco urbano (casco antiguo) y es utilizado, en la actualidad, en su totalidad y en sentido inverso, desde lo alto del monte hasta el nivel del mar para realizar descensos de bicicleta durante las celebraciones del famoso Marisquiño.
Servicios: castro, fortaleza, miradores, juegos infantiles, rótulos botánicos (ruta de las frondosas), merenderos y aparcamiento. El parque está abierto siempre al público de forma gratuita. La visita de los restos castreños tiene un horario:
- Horario de invierno (octubre - abril): miércoles a domingo de 11 a 13 horas por las mañanas y de 16 a 18 horas por las tardes.
- Horario de verano (mayo - septiembre): miércoles a domingo de 11 a 13 horas por las mañanas y de 17 a 19 horas por las tardes.
- Visitas guiadas gratuitas: Teléfono de información ciudadana: 010.

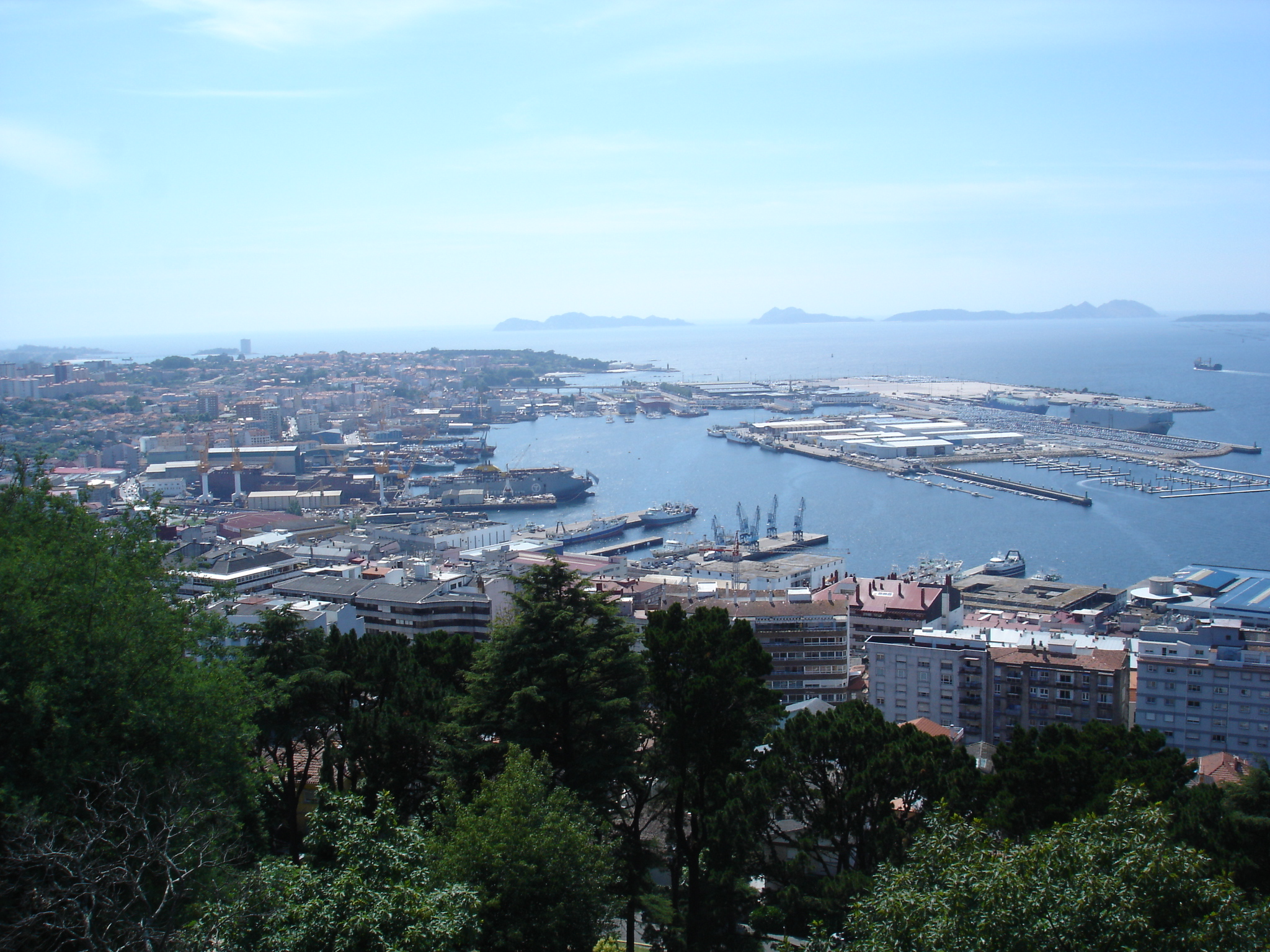
Vista desde el monte
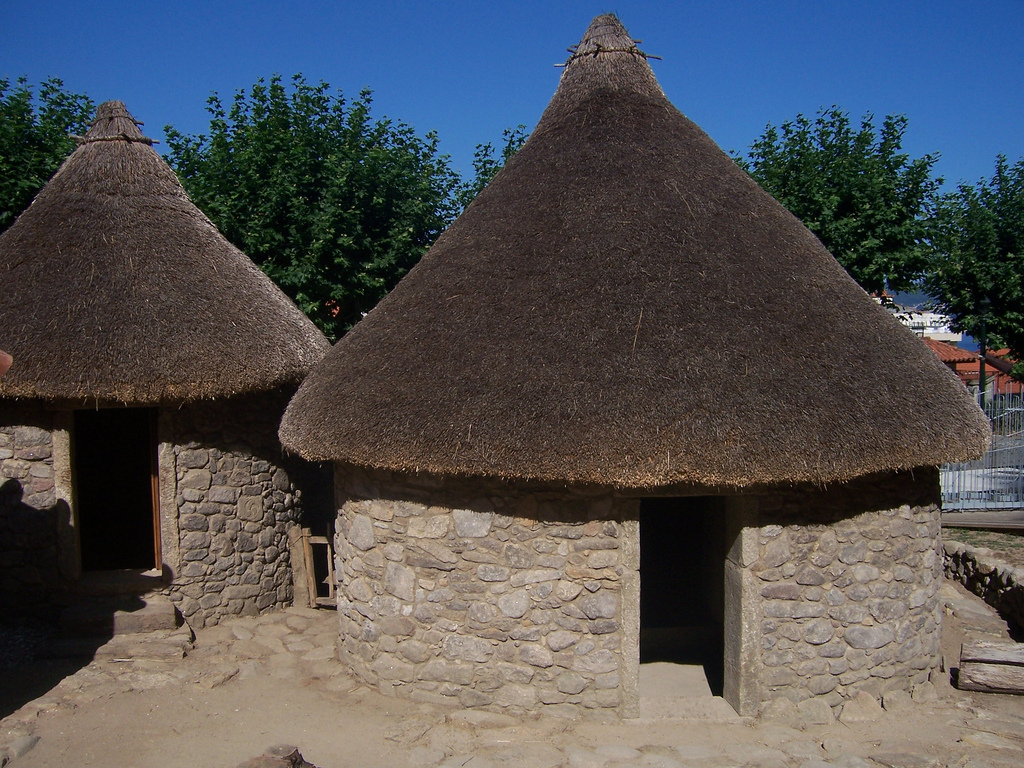
Viviendas castreñas
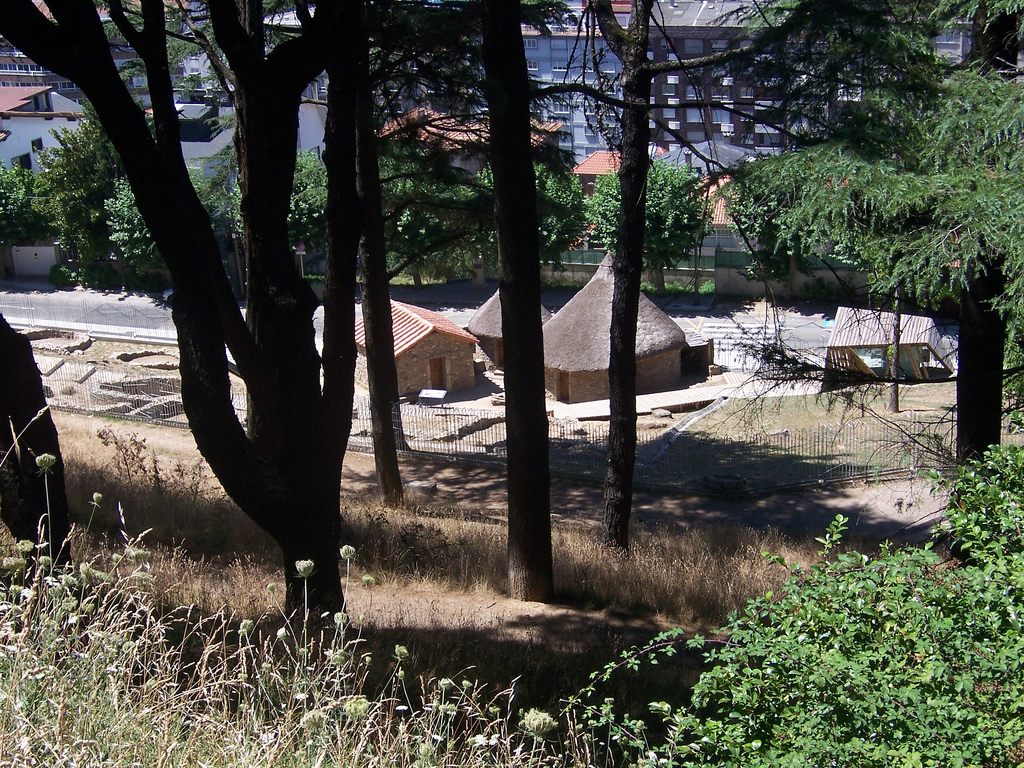
Parque con el poblado castreño al fondo
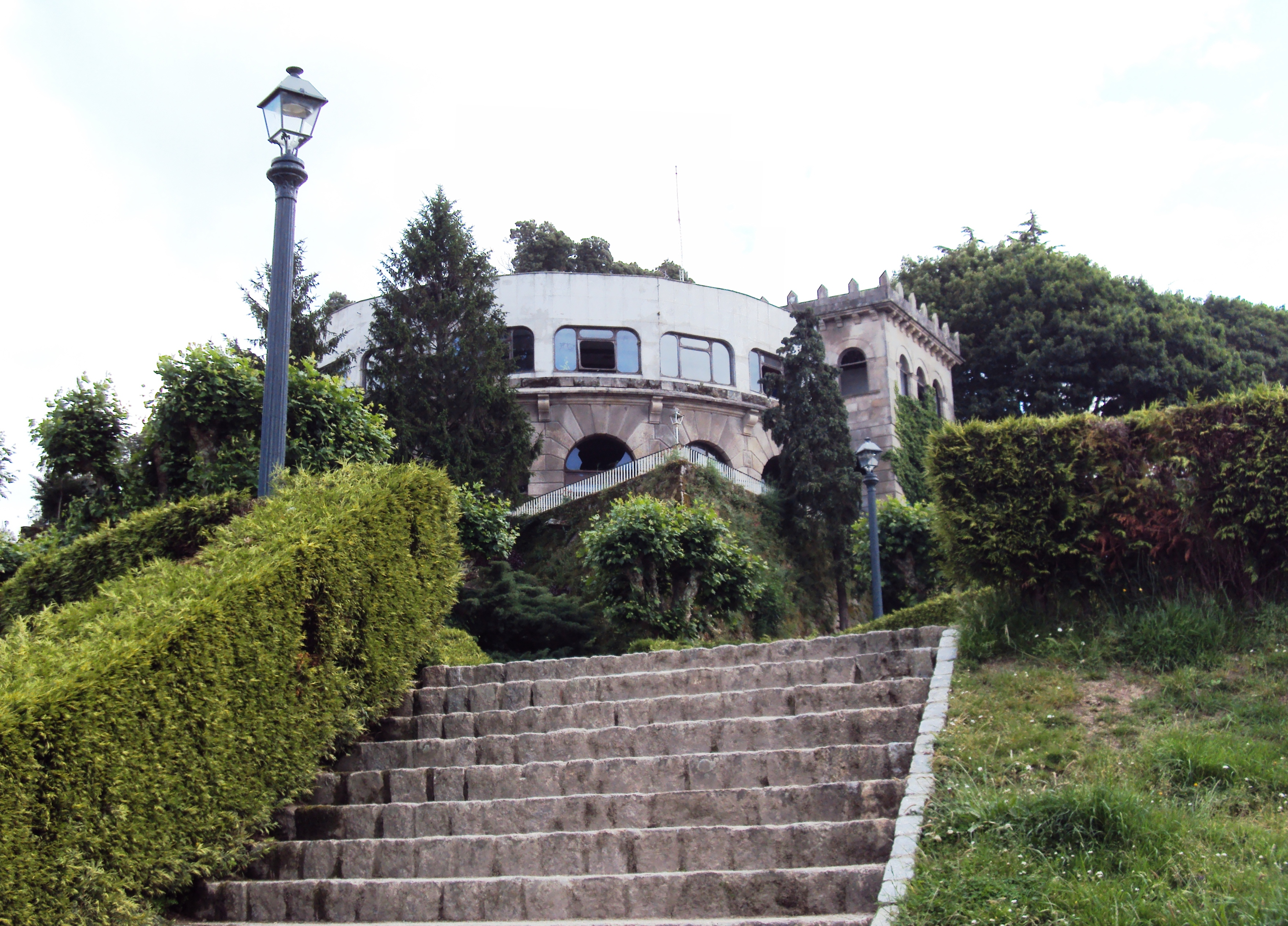
El antiguo restaurante El Castillo, ya derruido
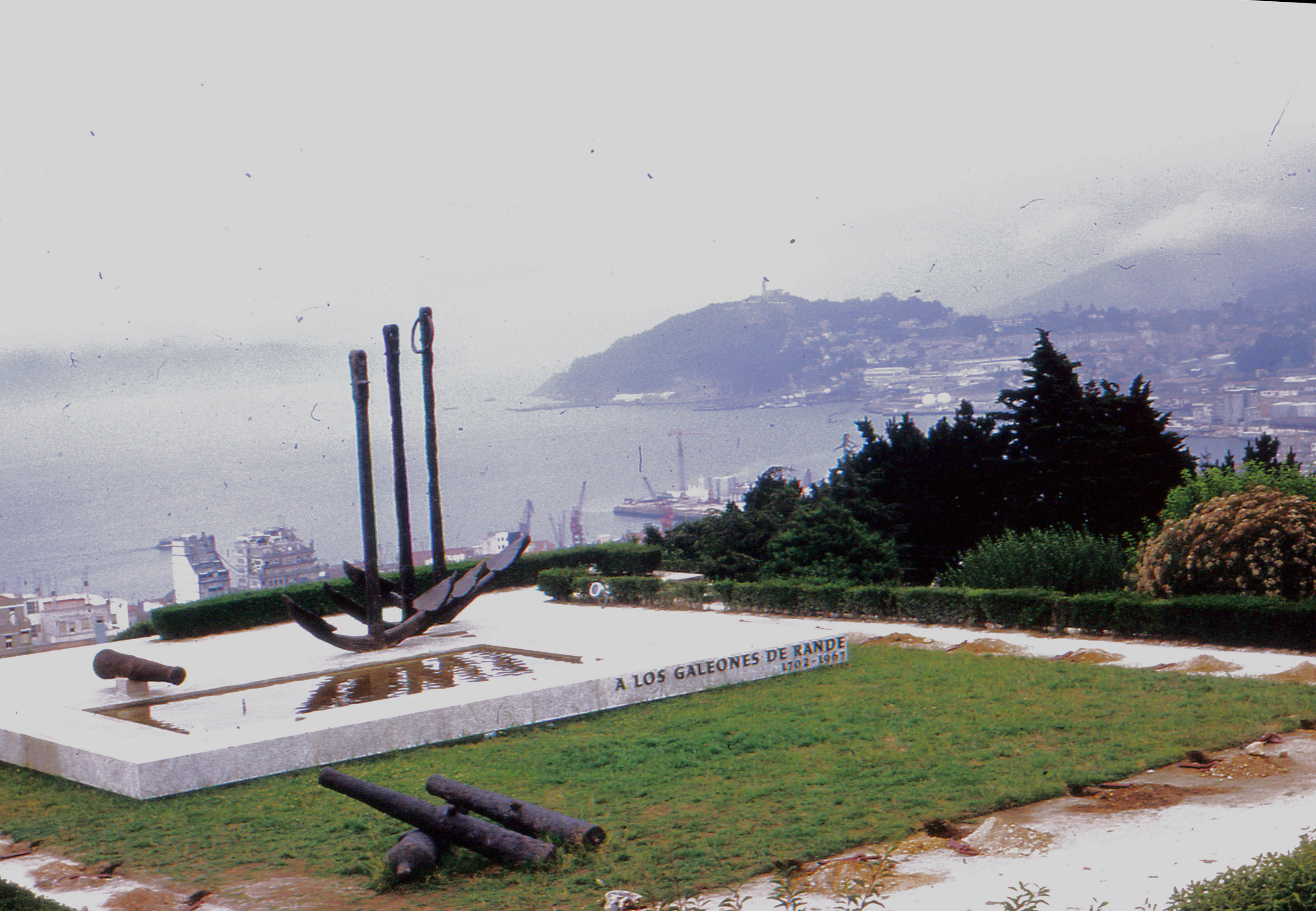
Monumento a los galeones de Rande
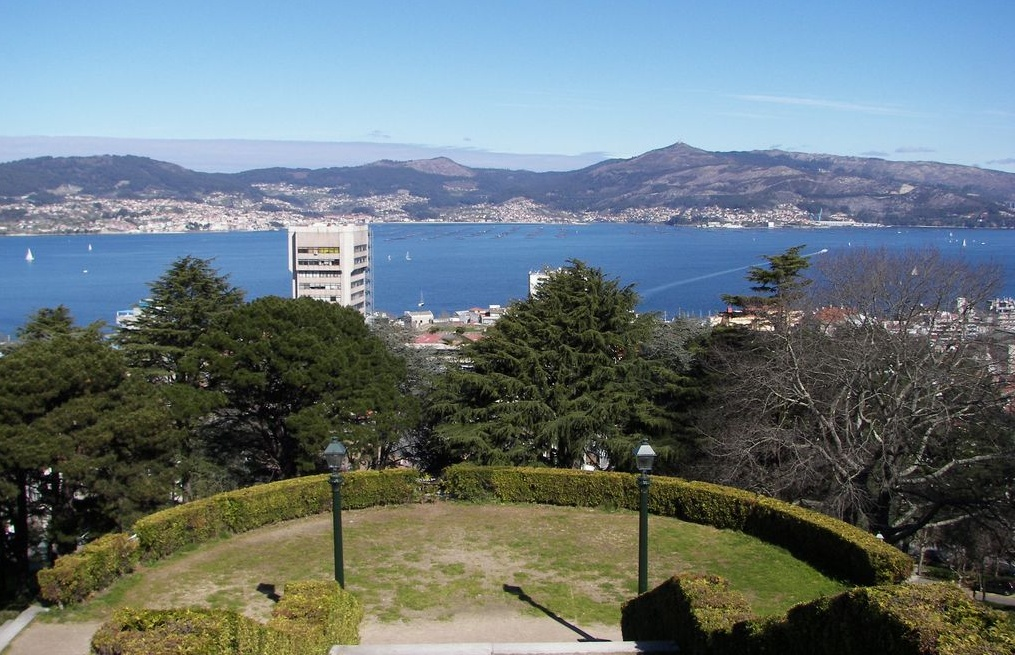
Vista del parque con el ayuntamiento y la ría al fondo